# Sint-Aloysiuscollege (Diksmuide)
Het Sint-Aloysiuscollege Diksmuide is een katholieke middelbare school  in Diksmuide.
In Diksmuide was al in de late middeleeuwen een traditie van christelijk onderwijs. Zo bestond er een college ingericht door de Paters Norbertijnen van Veurne. In 1629 ging de "Latijnse school" over naar de Paters Minderbroeders-Recolletten, sinds 1440 in Diksmuide zelf gevestigd. In 1798 tijdens de Franse Omwenteling werd deze school gesloten en niet meer heropend.
Het huidige Sint-Aloysiuscollege werd opgericht in 1859 door het Bisdom Brugge. Drijvende kracht was de plaatselijke onderpastoor Baert, die al sinds 1841 een basisschool organiseerde en dit in 1859 mocht uitbreiden met secundair onderwijs. Vanaf 1871 werd ook Latijn aan het lessenpakket toegevoegd en met deze afdeling mocht de school de titel college volgen. Initieel gebruikte de school enkele aaneensluitende aangekochte huizen aan de Wilgendijk. Deze werden verwoest tijdens de Eerste Wereldoorlog. In 1926 werd een nieuwbouw voor het college na drie jaar constructie afgewerkt naar een ontwerp van de Brugse architect Antoine Dugardyn uit 1920. Op 27 mei 1940 bombardeerden de Duitsers Diksmuide waarbij ook het college volledig uitbrandde. Na de Tweede Wereldoorlog werd de school heropgebouwd en uitgebreid naar ontwerp van architect André Cornette.
In 2020 fusioneerden het college en de voormalige Vrije Technische Scholen Sint-Aloysius-Diksmuide (VTI), in 1959 opgericht en sinds 1978 gevestigd aan de Cardijnlaan te Diksmuide tot 'T Saam, een school met twee vestigingsplaatsen of campussen: Aloysius en Cardijn.